# Ханна, Джимми
Джеймс Ха́нна (англ. James 'Blood' Hannah, 1868, Глазго, Шотландия — ?) — шотландский футболист, крайний полузащитник (вингер), поигравший за «Терд Ланарк», «Сандерленд Альбион», «Сандерленд» и сборную Шотландии.

## Клубная карьера
По всей видимости первым клубом для Джеймса стал «Терд Ланарк», за который он выступал с 1 августа 1888 года по 31 мая 1889 года. В своей первой команде он сразу же завоевал трофей — Кубок Шотландии. Ханна принял участие в обоих финальных матчах против «Селтика», забив третий гол на 89 минуте первого матча.
В январе 1891 года Ханна пришёл в «Сандерленд» из команды-соседки «Сандерленд Альбион» (стал первым и единственным футболистом, сделавшим такой переход). Дебютировал в новой команде Джеймс только 3 октября 1891 года в домашнем матче против «Эвертона», закончившимся победой 2:1. Впервые за новую команду Ханна забил (сразу дубль) почти через месяц — 31 октября в домашнем матчи против Аккрингтона (4:1). В сезоне 1891/92 «Сандерленд» стал чемпионом, а Ханна вместе Джимми Милларом стал вторым после Джонни Кэмпбелла бомбардиром команды забив 17 голов в 22 матчах.
В следующем сезоне «Сандерленд» повторил своё достижение. То же сделал и Ханна, снова став вторым бомбардиром команды, забив 19 голов. В этом сезоне Джеймс сделал свой первый хет-трик за «Сандерленд», трижды поразив ворота Вулверхэмптона 2 января 1893 года.
В дальнейшем его результативность снизилась (хотя в сезоне 1896/97 он разделил звание лучшего бомбардира команды с Джеймсом Гиллеспи забив всего 8 мячей). Отыграв показательные матчи по окончании сезона 1896/97, Ханна оставил клуб. В официальных турнирах за «Сандерленд» Ханна сыграл 172 матча забив в них 78 голов (3 хет-трика). Особенно высокой результативностью он отметился в Кубке Англии, где в 16 матчах забил 9 голов.

## Сборная Шотландии
За сборную Шотландии Джеймс сыграл только один матч. 15 апреля 1889 года, будучи игроком «Терд Ланарка» он выходил в футболке сборной на поле стадиона «Рейскоурс Граунд» в Рексеме против сборной Уэльса. Матч в рамках домашнего чемпионата Великобритании закончился со счётом 0:0.

## Достижения
- Чемпион Англии (3) — 1892, 1893, 1895
- Обладатель Кубка Шотландии (1) — 1889

## Статистика выступлений
| Клуб               | Сезон        | Чемпионат | Чемпионат | Кубок | Кубок | Всего | Всего |
| Клуб               | Сезон        | Матчи     | Голы      | Матчи | Голы  | Матчи | Голы  |
| ------------------ | ------------ | --------- | --------- | ----- | ----- | ----- | ----- |
| Терд Ланарк        | 1888/89      | ?         | ?         | ?     | ?     | ?     | ?     |
| Сандерленд Альбион | 1889/90      | ?         | ?         | ?     | ?     | ?     | ?     |
| Сандерленд Альбион | 1890/91      | ?         | ?         | ?     | ?     | ?     | ?     |
| Сандерленд         | 1891/92      | 22        | 17        | 5     | 3     | 27    | 20    |
| Сандерленд         | 1892/93      | 27        | 19        | 3     | 0     | 30    | 19    |
| Сандерленд         | 1893/94      | 21        | 8         | 3     | 2     | 24    | 10    |
| Сандерленд         | 1894/95      | 27        | 12        | 3     | 4     | 30    | 16    |
| Сандерленд         | 1895/96      | 26        | 5         | 2     | 0     | 28    | 5     |
| Сандерленд         | 1896/97      | 29        | 8         | 0     | 0     | 33    | 8     |
| Сандерленд         | За всё время | 152       | 69        | 16    | 9     | 168   | 78    |
| За всё время       | За всё время | ?         | ?         | ?     | ?     | ?     | ?     |